# Groupe mixte au Sénat (Espagne)
Pour les articles homonymes, voir Groupe mixte.
Le groupe parlementaire mixte (en espagnol : grupo parlamentario mixte) est un groupe parlementaire espagnol constitué au Sénat, chambre haute des Cortes Generales.

## Historique

### Constitution
Le groupe parlementaire mixte au Sénat est un groupe parlementaire présent depuis le retour de la démocratie en 1977. Il est créé pour la première fois le 26 juillet 1977 pour la législature constituante. Il conserve depuis lors sa dénomination initiale.
Le groupe est automatiquement reconstitué pour la XIIe législature. Il se compose à sa création, le 2 août 2016 de seize membres. Le 12 juillet 2017, une sentence du Tribunal constitutionnel casse une décision du bureau du Sénat et donne le droit aux sénateurs de la CDC de former leur propre groupe.

### Effectifs
| Législature  | Années      | Représentation |
| ------------ | ----------- | -------------- |
| Constituante | 1977-1979   | 6 / 206        |
| Ire          | 1979-1982   | 23 / 204       |
| IIe          | 1982-1986   | 15 / 254       |
| IIIe         | 1986-1989   | 15 / 266       |
| IVe          | 1989-1993   | 16 / 277       |
| Ve           | 1993-1996   | 8 / 256        |
| VIe          | 1996-2000   | 10 / 258       |
| VIIe         | 2000-2004   | 7 / 258        |
| VIIIe        | 2004-2008   | 4 / 259        |
| IXe          | 2008-2011   | 7 / 262        |
| Xe           | 2011-2015   | 19 / 265       |
| XIe          | 2016        | 10 / 266       |
| XIIe         | 2016-2019   | 17 / 266       |
| XIIIe        | 2019        | 3 / 265        |
| XIVe         | 2019-2023   | 9 / 265        |
| XVe          | Depuis 2023 | 4 / 266        |